# Trattinnickia boliviana
Trattinnickia boliviana är en tvåhjärtbladig växtart som först beskrevs av Swart, och fick sitt nu gällande namn av D.C. Daly. Trattinnickia boliviana ingår i släktet Trattinnickia och familjen Burseraceae. Inga underarter finns listade i Catalogue of Life.